# DBRS
DBRS Morningstar 是全球第四大权威信用评级机构，总部设于加拿大多伦多安大略。公司于1976年由Walter Schroeder成立，現為晨星公司旗下成員之一。
DBRS Morningstar 是美国 NRSRO 成员之一。公司在欧洲、美国，特别是在加拿大拥有着相当大的市场占有率。作为全球第四大信用评级机构，DBRS Morningstar 对全球2,400多家债券发行商和近50,000只证券进行了评级。

## 公司沿革
1976年，DBRS 由 Walter Schroeder 成立。
2014年，凱雷集團 (Carlyle Group) 和華平投資 (Warburg Pincus) 組成的私募股權財團收購 DBRS。
2019年，晨星公司 (Morningstar) 以6.69億美元收購全球第四大信用評級機構 DBRS。收購完成後，DBRS 與晨星信用評級業務結合將擴大晨星的全球資產類別的覆蓋範圍，增強晨星的投資研究平台實力，並為投資者提供領先的固定收益分析和研究。

## 產品及服務
- Web Subscriptions
- DBRS Viewpoint
- DBRS Morningstar Product Manual
- RatingsNow